# Босовка
Босо́вка (укр. Босівка) — село в Лысянском районе Черкасской области Украины.

## Физико-географическая характеристика

### Географическое положение
- Расположено на северо-западе от районного центра пгт Лысянка на расстоянии 18 км и в 60 км от железнодорожной станции Ватутино.
- Площадь населённого пункта — 338 га.
- Площадь хозяйственной территории — 2 834 га.

## Население
- На 1 января 1900 года население села составляло 2 600 человек (1 284 мужчины и 1 316 женщин).
- В годы голода (1932—1933) в селе умерло около 400 человек, репрессировано 12 человек.
- В годы Великой Отечественной войны на фронт ушли 400 жителей села, из них 130 — погибли, 230 — награждены орденами и медалями.
- В Братской могиле похоронено 1 498 воинов, которые погибли при освобождении села от фашистских захватчиков в 1944 году.

### Религия
- Евангельская христианско-баптистская.

## Органы власти
- Первый сельский совет образован в 1921 году.
- Первым сельским председателем был Аврам Козятинский.
- После освобождения села в марте 1944 года председателем сельского совета избран Ломак Прохор Пименович. Следующими председателями были: Яковлев Пётр Васильевич, Погибляцкий Николай Порфирьевич, Сербенивский Иван Васильевич, Мойченко Михаил Васильевич, Пепчук Иван Степанович, Кулинич Юрий Павлович, Качур Михаил Адрианович, Лукьянчук Виктор Трофимович, Нехоца Григорий Андреевич.
- Орган местного самоуправления населённого пункта — исполнительный комитет Босовского сельского совета Лысянского района Черкасской области.

### Административное деление
- По состоянию на 1 января 1900 года село Босовка входило в состав Виноградской волости.

## История
- В 1762 году право на основание села получил пан Райка от белоцерковского старосты.
- В 1765 году Босовка упоминается как слободка Белоцерковского староства. Слобода насчитывала 53 оселых слобожанина. Поселение находилось на границе со степью. Тут проходило южное ответвление Чёрного шляха.
- Позднее село Босовка принадлежало представителям польского рода — графам Браницким[2].
- В 1855 году на село распространились события Киевского казачества.
- Недалеко от села обнаружен курганный могильник периода Киевской Руси.
- В начале 1920-х годов в селе утверждаются советские органы власти.

## Экономика
- В начале 1930-х годов в селе Босовка образован колхоз имени М. М. Литвинова.
- В 1932 году председателем колхоза избран Шевчук Трофим, с 1933 по 1936 год — Крент Михаил Семёнович, который заложил основы ведения хозяйства колхоза имени Литвинова и который был репрессирован в 1936 году. С 1936 по 1941 год колхоз возглавлял Пономаренко Семён Григорьевич, который работал и после окончания Великой Отечественной войны с 1945 по 1957 год. С 1957 по 1968 год председателем правления колхоза был Коваленко Кирилл Васильевич. С 1968 года хозяйство возглавил Магура Анатолий Фёдорович, под руководством которого хозяйство достигло наивысших показателей развития.
- В 1995 году колхоз имени Литвинова реформировали в агрофирму «Дружба», которую два года возглавлял Магура А. Ф., а с 1997 по 2000 год — Кордон Виктор Маркович.
- В августе 1937 года построена электростанция.
- В настоящее время на территории села действует кирпичный завод.

### Транспорт
- Маршруты автобусов:
  - Умань
  - Жашков
  - Лысянка
  - Черкассы
  - Киев

## Здравоохранение
- В настоящее время в селе действует фельдшерско-акушерский пункт.

## Наука и образование
- В конце XIX века помещение школы села Босовка Виноградской волости Звенигородского уезда Киевской губернии было в простой селянской избе, покрытой соломой, с земляным полом. В школе обучалось 24 ребёнка — главным образом зажиточных селян. Обучали учеников местный поп Тарнавский и учитель Марчевский К., которому помогал Зиненко Я.
- В 1886 году в селе построили новое помещение церковно-приходской школы на две классные комнаты.
- В 1900 году учеников обучали трое учителей, одним из которых была Бердега М. Г.
- В 1918—1919 годах школа действовала нерегулярно.
- В 1920 году в школе обучалось 60 учеников. Работали учителя Гаркавий М. З., Киналь Т. Г., Сербенивский И. Я., Сербенивская З. Р., Зиненко П. М. Позже школа была преобразована из начальной в семилетнюю.
- В 1935 году состоялся первый выпуск семилетней школы.
- В марте 1944 года после освобождения от немецко-фашистской оккупации школа возобновила свою деятельность.
- В 1962 году на средства колхоза для школы построили новое помещение.
- В 1967 году в восьмилетней школе обучалось 320 учеников, работало 19 учителей, в 2004 году — 85 учеников, 14 учителей.
- Директорами школы за последние десятилетия XX века были: Киналь Владимир Григорьевич, Масюк Валентин Алексеевич, Коваль Тамара Николаевна.
- В настоящее время в селе действует общеобразовательная школа 1—9 классов. Школа носит имя Героя Советского Союза В. И. Ястребцова.
- Также действует детское учреждение «Веселка».

## Культура и искусство
- 1 Дом культуры на 300 мест. В 1962 году при Доме культуры основан драматический театр под руководством Кулинич Т. О.
- 1 клуб на 120 мест.
- 2 библиотеки на 200 мест.
- В селе есть Музей села.

### Праздники
- 07.07 — Ивана Купалы
- Последняя неделя февраля — Проводы зимы, день села
- 1—7 января — Новогодние и рождественские праздники

## Архитектура и достопримечательности
- В 1776 году в селе построили церковь Святой Богородицы, которую в 1848 году расширили, а в 1853 году была возведена колокольня.
- В настоящее время на территории села строится церковь Пресвятой Богородицы.

## Известные люди
- Даниил Иванович Адамец — председатель Исполнительного комитета Сталинского областного Совета с марта 1954 по май 1956 года
- Козятинский Иван Климентьевич — полный кавалер ордена Славы
- Ястребцов Виктор Иванович — Герой Советского Союза (звание присвоено посмертно)